# Scott Miller (fútbol americano)
Scott Miller (Barrington, Illinois, 31 de julio de 1997) apodado Scotty o Scooter, es un jugador profesional estadounidense de fútbol americano que se desempeña en la posición de wide receiver en Atlanta Falcons, equipo de la National Football League (NFL).

## Carrera
Fue seleccionado en la sexta ronda en la Reunión Anual de Selección de Jugadores de la NFL de 2019. Hizo su debut profesional con el equipo Tampa Bay Buccaneers, en el cual jugó cuatro temporadas (2019-2023), luego pasó a Atlanta Falcons, donde lleva jugando una temporada.